# Бисмарк, Людольф Август фон
Людольф (Рудольф) Август фон Бисмарк (нем. Ludolf August von Bismarck; 12 марта 1683, Прусская Голландия — 4 [15] октября 1750, Полтава) — российский генерал-аншеф и губернатор в Риге.

## Биография
Происходил из старинного бранденбургского рода. Сын Христофа Фридриха фон Бисмарка (1652—1704), прусского генерал-майора и коменданта Кюстрина, и Луизы Маргариты фон дер Ассебург (1652—1698). Его отец был младшим братом Августа фон Бисмарка, прапрадеда канцлера Отто фон Бисмарка. В молодости поступил на военную службу, но из-за совершенного им уголовного преступления (он убил своего слугу) не смог сделать карьеры и к 50 годам дослужился только до чина полковника.

Будучи в чине полковника при гарнизоне Магдебурга, он, в пылу гнева, под пьяную руку, убил шпагой своего денщика и, спрятав труп под кровать, бежал и скрывался там и сям, пока, по ходатайству своего покровителя фельдмаршала Гнеомара Дубислава из Незмира, пользовавшегося особым расположением короля Фридриха-Вильгельма I, ему было прощено убийство слуги и бегство. Однако, его трижды обошли производством в чины. Это так оскорбило честолюбивого воина, что он простился со своим полком, продал своё имение Скотике в Прусской Литве, вышел в отставку и, подобно многим "христианско-немецким просветителям", отправился искать счастья в широкую Россию…— Бучневич В. Е. Записки о Полтаве и её памятниках. — Полтава. 1902.
Оставив полк, он в 1732 году прибыл в Россию и представился Бирону. Последний обратил на Бисмарка особое внимание и принял на службу в чине генерал-майора. Уже в следующем году Бисмарк был произведён в генерал-лейтенанты. Близко сошёлся с Бироном, который 15 мая 1733 года выдал за него сестру своей жены, камер-фрейлину Теклу (Феклу, Thekla) Тротта фон Трейден, за которую ранее неудачно сватался сын фельдмаршала Миниха.
В 1733—1735 гг. он участвовал в войне за Польское наследство, командуя корпусом в Курляндии. В 1734 году был послан с дипломатическим поручением в Англию. После отозвания Миниха и принца Гессен-Гомбургского, некоторое время даже исполнял должность командующего армией. Август III наградил его орденом Белого Орла.
Участвовал в русско-турецкой войне, был назначен вице-президентом Военной коллегии и губернатором Риги. В 1737 году прибыл в Митаву с двумя полками на помощь русскому посланнику барону Герману фон Кейзерлингу, и, окружив войсками собрание курляндской знати, содействовал избранию Бирона герцогом. В награду получил чин генерал-аншефа и пост генерал-губернатора Лифляндии (1740). Будучи свояком Бирона и заместителем Миниха, пытался добиться прекращения вражды между ними.
После переворота 9 ноября 1740 года был арестован, как и другие родственники Бирона, и отправлен в Ивангород, где его дело расследовала комиссия Ушакова и Леонтьева. Выяснилось, что Бисмарк не знает русского языка, поэтому переводчицей была его жена. Манифестом Ивана VI он был осуждён и отправлен в ссылку «за неоткрытие преступных поступков и замыслов герцога» Бирона и другие вины, препровождён 13 января 1741 года в Тобольск, а затем переведён в Ярославль. После прихода к власти императрицы Елизаветы был помилован, а Бирона, возвращённого с дороги в Сибирь, отправили на его место в Ярославль.
В 1747 был назначен командующим Южной (Украинской) армией.

## Семья
- 1-й брак (22.11.1714): Иоганна Маргарита фон дер Ассебург (06.07.1695—1719). Их дочь: Альбертина-Луиза (1718 — 16.12.1786), была замужем за Фридрихом Вильгельмом фон дер Альбе (ум. 1758), майором прусской службы.
- 2-й брак (26.05.1733): Текла-Катарина, баронесса Тротта фон Трейден (1705—20.02.1780)[7]. Во втором браке детей не было.